# 137년

## 연호
- 후한(後漢) 영화(永和) 2년

## 기년
- 후한(後漢) 순제(順帝) 12년
- 신라(新羅) 일성 이사금(逸聖泥師今) 4년
- 고구려(高句麗) 태조대왕(太祖大王) 85년
- 백제(百濟) 개루왕(蓋婁王) 10년

## 사건
- 말갈이 신라를 침공하다.

## 탄생
● 후한 말의 문신 왕윤
- 사섭

## 사망
- 교황 텔레스포로